# Via daurada
La via daurada, en l'accés obert, és la via que utilitzen les revistes que proporcionen accés lliure, gratuït i permeten de reutilitzar i difondre sense restriccions els articles publicats. L'article i el seu contingut relacionat estan disponibles de forma gratuïta i sense restriccions d'accés al lloc web de la publicació des del primer moment. Sovint, per publicar documents en aquest tipus de revistes, a causa que no hi ha ingressos per les subscripcions, el més habitual és que els autors hagin de finançar els costos de publicació d'article (en anglès, Article Processing Charges – APC), que en molts casos estan en l'ordre dels milers d'euros, i fan valer els drets d'explotació dels documents a través de les llicències Creative Commons. Els exemples més coneguts són les publicacions de BioMed Central i Public Library of Science (PLoS). El principal mecanisme per localitzar aquestes revistes és el "Directory of Open Access Journals (DOAJ)", un directori gestionat per la comunitat té com a missió augmentar la visibilitat, l'accessibilitat, la reputació, l'ús i l'impacte de les revistes acadèmiques d'investigació d'accés obert, revisades per experts i de qualitat.